# Список вулиць Харкова (Ц)
| Назва        | Тип   | Довжина, м | Колишні назви | Район(и)        | Місцевість       |
| ------------ | ----- | ---------- | ------------- | --------------- | ---------------- |
| Цегельний    | пров. |            |               | Холодногірський |                  |
| Цегляний     | пр-д  | 2240       | Достоєвського | Основ'янський   | Основа, Одеська  |
| Цементна     | вул.  |            |               | Новобаварський  |                  |
| Ценковського | вул.  | 520        | Красноярська  | Індустріальний  |                  |
| Цепківська   | вул.  |            |               | Новобаварський  |                  |
| Цетинська    | вул.  | 1140       | Кромська      | Київський       | Велика Данилівка |
| Цехівська    | вул.  |            |               | Новобаварський  |                  |
| Цигарівський | в-д   |            |               | Основ'янський   |                  |
| Цигарівський | пров. |            |               | Основ'янський   |                  |
| Циркунівська | вул.  |            |               | Київський       | Велика Данилівка |
| Цитівська    | вул.  |            |               | Новобаварський  |                  |
| Цілинна      | вул.  |            |               | Холодногірський |                  |
| Цукрова      | вул.  | 310        | Іжевська      | Холодногірський | Залютине         |